# Дем'єн Ескобар
Дем'єн Ескобар, також відомий як Дем Еско, є американським скрипалем . Раніше виступав у складі дуету Nuttin' But Stringz зі своїм братом Турі, однак з 2012 року є сольним виконавцем. Його «скрипковий кросовер» поєднує в собі поєднання класики, джазу, поп-музики, ритм-енд-блюзу та хіп-хопу.

## Дитинство та освіта
Ескобар народився в 1986 році у кварталі Південна Ямайка району Квінз, що у Нью-Йорку. Він жив з матір'ю-одиначкою та старшим братом Турі. Хлопець почав грати на скрипці коли йому виповнилось вісім років. У віці десяти Ескобар став наймолодшим студентом, якого прийняли у Джульярдську музичну школу. Він закінчив її у віці 13 років. Ескобар також навчався в музичній школі Блумінгдейлу.

## Кар'єра
Ще дітьми Дем'єн і Турі працювали вуличними музикантами граючи на Великому Центральному Вокзалі та в Нью-Йоркських метро. У 2003 році вони почали професійно грати назвавшись Nuttin 'But Stringz. У 2005 році дует виграв конкурс талантів, що відбувався в театрі «Аполло». У 2006 році Ескобар з'явився у фільмі «Step Up». В 2008 році дует Nuttin 'But Stringz зайняв третє місце в конкурсі «Америка має талант». У 2009 році хлопці виступили на першій інавгурації Барака Обами та виграли дві премії Еммі. У 2012 році дует розпався. Ескобар повернувся до школи та отримав ліцензію на ріелторську діяльність.
Після короткої кар'єри агентом з нерухомості, Ескобар повернувся до музики як сольний виконавець. Його перший виступ відбувся на французькому телевізійному шоу «Taratata». Він також грав на бенкеті з нагоди нагородження чемпіонів Indy Car 2012, інавгураційному ба́лі Рассела Сіммонса «Hip Hop» та на фестивалі Food & Wine 2013 в Нью Йорку. У 2013 році Ескобар поїхав у турне «I Am Me». В 2014 році випустив свій перший сольний альбом «Sensual Melodies».
У 2014 році він випустив автобіографічну дитячу книгу «The Sound of Strings». У тому ж році хлопець виступив на турі вихідного дня Опри Вінфі «The Life You Want». У вересні 2015 року Ескобар випустив свій перший поп-сингл «Freedom», який посів 15 місце в чаті iTunes.

## Філантропія
У 2007 році Ескобар заснував фонд «Violins Against Violence». Він також співпрацює з фондом VH1 Save the Music Foundation , UNICEF та Kennedy's Cause — благодійною організацією, яка допомагає дітям з вадами розвитку лімфатичної системи . Він також є членом ради директорів Християнської асоціації молодих людей (ХАМЛ) Ямайки. У 2013 році Ескобар організував захід, який зібрав понад $ 50 000 для ХАМЛ Ямайки . У 2014 році Ескобар взяв участь в проекті «We Shall Overcome» на честь Майка Брауна, Трейвона Мартіна та його друга Шона Белла.